# Station Czachówek Południowy
Station Czachówek Południowy is een spoorwegstation in de Poolse plaats Gabryelin.